# (73962) 1997 WN40
(73962) 1997 WN40 – planetoida z pasa głównego asteroid okrążająca Słońce w ciągu 5,54 lat w średniej odległości 3,13 j.a. Odkryta 29 listopada 1997 roku.